# Mark St. John
Mark Leslie Norton, známý jako Mark St. John (7. února 1956 – 5. dubna 2007), byl americký zpěvák a kytarista, člen hudební skupiny Kiss.
V Kiss nahradil Vinnieho Vincenta v roce 1984 a nahrál se skupinou jediné hudební album a to platinové Animalize. Jako jediný z členů kapely byl hudebně vzdělaný, učil v hudební škole hru na kytaru a sám hrál na 7 strunných nástrojů.
Následkem nemoci zvané Reiterův syndrom mu natékaly klouby na rukou a nohou, a proto brzy kapelu opustil. Ve skupině ho na delší čas nahradil Bruce Kulick. Mark St. John hrál také ve skupině White Tiger kde vydržel tři roky, od roku 1985 do roku 1988. Zemřel na krvácení do mozku náhle za nejasných okolností začátkem dubna 2007, několik měsíců poté, co byl během krátkého pobytu ve věznici v Orange County těžce zbit.